# Charles Simic
Charles Simic (em sérvio:  Душан "Чарлс" Симић; Belgrado, 9 de maio de 1938 – Dover, 9 de janeiro de 2023) foi um poeta estadunidense de ascendência sérvia e editor de The Paris Review. Em 1990, recebeu o Prêmio Pulitzer de Poesia pela obra The World Doesn't End. Em 2007, foi nomeado poeta laureado dos Estados Unidos.

## Carreira
Ele começou a fazer um nome para si mesmo no início da década de 1970 como um minimalista literário, escrevendo poemas imagísticos concisos. Os críticos se referiram aos poemas de Simic como "caixas de quebra-cabeças chinesas bem construídas". Ele mesmo afirmou: "As palavras fazem amor na página como moscas no calor do verão e o poeta é apenas o espectador atônito".
Simic escreveu sobre diversos tópicos como jazz, arte e filosofia. Ele foi influenciado por Emily Dickinson, Pablo Neruda e Fats Waller. Foi um tradutor, ensaísta e filósofo, opinando sobre o estado atual da poesia americana contemporânea. Ele ocupou o cargo de editor de poesia da The Paris Review e foi substituído por Dan Chiasson. Ele foi eleito para a Academia Americana de Artes e Letras em 1995, recebeu a bolsa da Academia em 1998 e foi eleito Chanceler da Academia de Poetas Americanos em 2000.
Simic foi um dos jurados do Prêmio Griffin de Poesia de 2007 e continuou a contribuir com poesia e prosa para a The New York Review of Books. Ele recebeu o prêmio Wallace Stevens de US$ 100 000 em 2007 da Academy of American Poets.
Simic foi selecionado por James Billington, Bibliotecário do Congresso dos EUA, para ser o décimo quinto Poeta Laureado Consultor em Poesia da Biblioteca do Congresso, sucedendo a Donald Hall. Ao escolher Simic como o poeta laureado, Billington citou "a qualidade original e surpreendente de sua poesia".
Em 2011, Simic recebeu a Medalha Frost, concedida anualmente por "conquista vitalícia na poesia".

## Morte
Simic morreu em 9 de janeiro de 2023 em Dover, aos 84 anos de idade, devido a complicações da demência.

### Coleções de poesia
- 1967: What the Grass Says[16]
- 1969: Somewhere among Us a Stone is Taking Notes[16]
- 1971: Dismantling the Silence[16]
- 1972: White[16]
- 1974: Return to a Place Lit by a Glass of Milk[16]
- 1976: Biography and a Lament[16]
- 1977: Charon's Cosmology[16]
- 1978: Brooms: Selected Poems[16]
- 1978: School for Dark Thoughts[16]
- 1980: They Forage at Night
- 1980: Classic Ballroom Dances[16]
- 1982: Austerities[16]
- 1983: Weather Forecast for Utopia & Vicinity: Poems, 1967-1982[16]
- 1985: Selected Poems, 1963–1983[16] (1986 Pulitzer Prize finalist)
- 1986: Unending Blues[16] (1987 Pulitzer Prize finalist)
- 1989: Pyramids and Sphinxes
- 1989: Nine Poems[16]
- 1989: The World Doesn't End: Prose Poems[16] (1990 Pulitzer Prize for Poetry)
- 1990: The Book of Gods and Devils[16]
- 1992: Hotel Insomnia, Harcourt[16]
- 1994: A Wedding in Hell: Poems[16]
- 1995: Frightening Toys[16]
- 1996: Walking the Black Cat: Poems,[16] (National Book Award in Poetry finalist)
- 1997: Looking for Trouble: Selected Early and More Recent Poems. [S.l.]: Faber and Faber. 1997. ISBN 0571192335
- 1999: Jackstraws: Poems[16] (The New York Times Notable Book of the Year) ISBN 0-15-601098-4
- 1999: Simic, Charles (1999). Selected Early Poems. [S.l.: s.n.] ISBN 978-0807614563
- 2001: Night Picnic,[16] ISBN 0-15-100630-X
- 2003: The Voice at 3:00 A.M.: Selected Late and New Poems[16] ISBN 0-15-603073-X
- 2004: Selected Poems: 1963–2003, 2004 (winner of the 2005 International Griffin Poetry Prize)
- 2005: Aunt Lettuce, I Want to Peek under Your Skirt[16] (illustrated by Howie Michels)
- 2005: My Noiseless Entourage: Poems,[16] ISBN 0-15-101214-8
- 2008: 60 Poems,[16] ISBN 0-15-603564-2
- 2008: That Little Something: Poems,[16] ISBN 0-15-603539-1
- 2008: The Monster Loves His Labyrinth: Notebooks, ISBN 1-931337-40-3
- 2008: Army: Memoir. In preparation
- 2010: Master of Disguises, Poems. [S.l.]: Houghton Mifflin Harcourt. 6 de outubro de 2010. ISBN 978-0-547-50453-7
- 2013: New and Selected Poems: 1962-2012. [S.l.]: Houghton Mifflin Harcourt. 26 de março de 2013. ISBN 978-0-547-92830-2
- 2013: Selected Early Poems. [S.l.]: George Braziller Inc. 20 de março de 2013. ISBN 978-0807616208
- 2015: The Lunatic. [S.l.]: HarperCollins/Ecco. 7 de abril de 2015. ISBN 9780062364746
- 2017: Scribbled in the Dark. [S.l.]: HarperCollins/Ecco. 13 de junho de 2017. ISBN 978-0062661173

### Coleções de traduções
- 1970: Ivan V. Lalić, Fire Gardens[16]
- 1970: Vasko Popa, The Little Box: Poems[16]
- 1970: Four Modern Yugoslav Poets: Ivan V. Lalić, Branko Miljkovic, Milorad Pavić, Ljubomir Simović[16]
- 1979: Vasko Popa, Homage to the Lame Wolf: Selected Poems[16]
- 1983: Co-translator, Slavko Mihalić, Atlantis[16]
- 1987: Tomaž Šalamun, Selected Poems[16]
- 1987: Ivan V. Lalić, Roll Call of Mirrors[16]
- 1989: Aleksandar Ristović, Some Other Wine or Light[16]
- 1991: Slavko Janevski, Bandit Wind[16]
- 1992: Novica Tadić, Night Mail: Selected Poems[16]
- 1992: Horse Has Six Legs: Contemporary Serbian Poetry[16]
- 1999: Aleksandar Ristović, Devil's Lunch[16]
- 2003: Radmila Lazić, A Wake for the Living[16]
- 2004: Günter Grass, The Günter Grass Reader[16]

### Coleções de prosa
- 1985: The Uncertain Certainty: Interviews, Essays, and Notes on Poetry[16]
- 1990: Wonderful Words, Silent Truth: Essays on Poetry and a Memoir[16]
- 1992: Dime-Store Alchemy: The Art of Joseph Cornell[16]
- 1994: The Unemployed Fortune-Teller: Essays and Memoirs[16]
- 1997: Orphan Factory: Essays and Memoirs[16]
- 2000: A Fly in the Soup: Memoirs[16]
- 2003: The Metaphysician in the Dark[16] (University of Michigan Press, Poets on Poetry Series)
- 2006: Memory Piano. [S.l.]: University of Michigan Press, Poets on Poetry Series. 2006. ISBN 978-0472069408
- 2008: The Renegade: Writings on Poetry and a Few Other Things[16]
- 2015: The Life of Images: Selected Prose